# Đội tuyển bóng chuyền nam quốc gia Venezuela
Đội tuyển bóng chuyền nam quốc gia Venezuela là đội bóng đại diện cho Venezuela tại các cuộc thi tranh giải và trận đấu giao hữu bóng chuyền nam ở phạm vi quốc tế.

## Đội hình
Dưới đây là danh sách các thành viên đội tuyển nam quốc gia Venezuela tham dự giải World League 2017.
Huấn luyện viên chính: Ronald Sarti
| Stt. | Tên                 | Ngày sinh           | Chiều cao           | Cân nặng       | Nhảy đập        | Nhảy chắn       | Câu lạc bộ năm 2016–17   |
| ---- | ------------------- | ------------------- | ------------------- | -------------- | --------------- | --------------- | ------------------------ |
| 1    | Régulo Briceño      | 13 tháng 2 năm 1989 | 1,75 m (5 ft 9 in)  | 85 kg (187 lb) | 332 cm (131 in) | 327 cm (129 in) | Aragua                   |
| 2    | Jhonlen Barreto     | 14 tháng 5 năm 1987 | 1,85 m (6 ft 1 in)  | 80 kg (180 lb) | 330 cm (130 in) | 325 cm (128 in) |                          |
| 3    | Fernando González   | 30 tháng 6 năm 1989 | 1,94 m (6 ft 4 in)  | 84 kg (185 lb) | 333 cm (131 in) | 328 cm (129 in) | Chubut                   |
| 4    | Héctor Mata         | 27 tháng 1 năm 1991 | 1,79 m (5 ft 10 in) | 77 kg (170 lb) | 310 cm (120 in) | 304 cm (120 in) | Deportivo Anzoátegui     |
| 5    | Emerson Rodríguez   | 2 tháng 2 năm 1993  | 2,04 m (6 ft 8 in)  | 96 kg (212 lb) | 320 cm (130 in) | 318 cm (125 in) | Distrito Capital         |
| 6    | Carlos Julio Paez   | 9 tháng 11 năm 1991 | 1,92 m (6 ft 4 in)  | 82 kg (181 lb) | 342 cm (135 in) | 337 cm (133 in) | Industriales de Valencia |
| 7    | Edson Valencia      | 2 tháng 12 năm 1987 | 1,95 m (6 ft 5 in)  | 92 kg (203 lb) | 330 cm (130 in) | 325 cm (128 in) | Huracanes de Bolívar     |
| 8    | Héctor Salerno      | 18 tháng 6 năm 1991 | 1,96 m (6 ft 5 in)  | 76 kg (168 lb) | 358 cm (141 in) | 351 cm (138 in) | Aragua                   |
| 9    | José Carrasco (C)   | 20 tháng 5 năm 1989 | 1,95 m (6 ft 5 in)  | 89 kg (196 lb) | 345 cm (136 in) | 347 cm (137 in) | Yaracuy                  |
| 11   | José Verdi          | 6 tháng 2 năm 1990  | 1,96 m (6 ft 5 in)  | 84 kg (185 lb) | 350 cm (140 in) | 344 cm (135 in) | Deportivo Anzoátegui     |
| 12   | Leonard Colina      | 24 tháng 9 năm 1982 | 0 m (0 in)          | 0 kg (0 lb)    | 0 cm (0 in)     | 0 cm (0 in)     |                          |
| 13   | Iván Fernández      | 6 tháng 2 năm 1994  | 0 m (0 in)          | 0 kg (0 lb)    | 0 cm (0 in)     | 0 cm (0 in)     |                          |
| 14   | Máximo Montoya      | 26 tháng 6 năm 1989 | 1,98 m (6 ft 6 in)  | 86 kg (190 lb) | 347 cm (137 in) | 343 cm (135 in) | Apure                    |
| 15   | Luis Arias          | 17 tháng 1 năm 1989 | 1,96 m (6 ft 5 in)  | 87 kg (192 lb) | 339 cm (133 in) | 333 cm (131 in) | Asquimo dos Hermanas     |
| 16   | Roberth Abreu       | 5 tháng 5 năm 1996  | 2,00 m (6 ft 7 in)  | 89 kg (196 lb) | 340 cm (130 in) | 333 cm (131 in) | Yaracuy                  |
| 17   | Ronald Fayola       | 20 tháng 6 năm 1995 | 1,98 m (6 ft 6 in)  | 88 kg (194 lb) | 340 cm (130 in) | 335 cm (132 in) | Huracanes de Bolívar     |
| 18   | Jonathan Quijada    | 25 tháng 9 năm 1995 | 2,03 m (6 ft 8 in)  | 82 kg (181 lb) | 346 cm (136 in) | 341 cm (134 in) | Aragua                   |
| 19   | Willner Rivas       | 2 tháng 4 năm 1995  | 1,94 m (6 ft 4 in)  | 81 kg (179 lb) | 339 cm (133 in) | 336 cm (132 in) | Distrito Capital         |
| 20   | Juan Manuel Vásquez | 27 tháng 1 năm 1993 | 1,96 m (6 ft 5 in)  | 85 kg (187 lb) | 355 cm (140 in) | 350 cm (140 in) | Al-Shamal                |
| 21   | Henry José Rojas    | 5 tháng 11 năm 1992 | 0 m (0 in)          | 0 kg (0 lb)    | 0 cm (0 in)     | 0 cm (0 in)     |                          |
| 22   | Armando Velásquez   | 18 tháng 9 năm 1988 | 0 m (0 in)          | 0 kg (0 lb)    | 0 cm (0 in)     | 0 cm (0 in)     |                          |